# Bahamy na Letnich Igrzyskach Olimpijskich 1956
Bahamy na Letnich Igrzyskach Olimpijskich 1956 zdobyły 1 medal. Reprezentowane były przez 4 sportowców.

## Medale
Brąz
- Sloane Farrington i Durward Knowles – żeglarstwo, Star

## Inni reprezentanci
- Thomas Robinson – lekkoatletyka, 100 metrów mężczyzn (4. miejsce w finale)
- Kenneth Albury – żeglarstwo, klasa Dinghy (9. miejsce w finale)